# Indumentaria en la Antigua Roma

Toga romana.

El traje en la Antigua Roma constaba de dos tipos de piezas como el griego, llamadas indutus o indumenta (las interiores) y amictus (las exteriores).
En los primeros tiempos, se reducían las prendas a la túnica, semejante al quitón de los griegos y a la toga propia y exclusiva de los ciudadanos romanos que por ello, se llamaban gens togata, mientras ellos decían de los griegos gens paliata. A veces, llevaban otra túnica interior, denominada subúcula, equivalente a nuestra camisa, y la superior solía ceñirse con un cinturón llamado cingulum o cinctus, cerrado con broche o fíbula. La toga era una amplia vestidura de lana, de corte elíptico, cerrada por abajo y abierta por arriba hasta la cintura. Al llevarla, se recogía por los pliegues del lado derecho y se echaban terciados hacia el hombro izquierdo.
- Su color era generalmente blanco o gris (alba, candida), sobre todo, en los que aspiraban a la magistratura; de donde se derivó el nombre de candidatos que hoy está en uso en nuestra lengua.
- Los niños y los magistrados llevaban una toga adornada con tiras de púrpura (trabea, toga praetexta).
- Los conquistadores en su entrada triunfal vestían la toga con bordados de palmas de oro (toga palmata).
- Los emperadores ostentaban la toga hecha completamente de púrpura (toga purpurea) o con bordados de oro (toga picta).

## Finales del siglo I
Al terminar el primer siglo del imperio romano, se aumentaron y modificaron las piezas del indutus, admitiendo la túnica con mangas o manicata y la túnica ancha y sin el hombro derecho (exomis) para esclavos y pastores y algo también los calzones o bragas (bracae), imitando a los persas, galos y otros pueblos del Norte. La pieza más destacada del amictus que empezó a cundir a finales del siglo I fue la penula, manto cerrado o cosido también por delante que adoptaban los viajeros para abrigo y defensa de la lluvia (penula viatoria) e incluso los nobles quienes lo llevaban largo y de tela preciosa con adornos de franjas y bordados. Se llamó también planeta con significado de errante porque giraba alrededor del cuerpo sin fijación y como carecía de mangas para hacer uso de los brazos con esta vestidura debían levantarse por los lados hasta los hombros. Se añadió también a las vestiduras exteriores (a la vez que se abandonaba la toga por casi todos) el gabán o capa llamada lacerna, abierta por delante y sujeta con broche o fíbula y la alícula, especie de esclavina, todo lo cual era rico y espléndido entre la gente poderosa.

## Sobre la cabeza
Para cubrir la cabeza, servía en ocasiones dadas una orilla o pliegue de la toga pero lo más habitual era el cucullus o capuchón, el birrete o gorro (pileus, galerus) y el sombrero. Se llevaba el cucullus adherido a otra pieza, como la penula o la capa, ya formando parte de ella (llamada entonces la capa bardocuculo), ya de modo que pudiese quitarse y ponerse a voluntad. Y en cuanto al sombrero, solía hacerse de fieltro y de grandes alas (causia) o de alas más reducidas (petasus). En los actos solemnes, sin embargo, fue costumbre ir con la cabeza descubierta, menos el sacerdote al ofrecer un sacrificio, que siempre iba cubierto con algún pliegue de la toga.

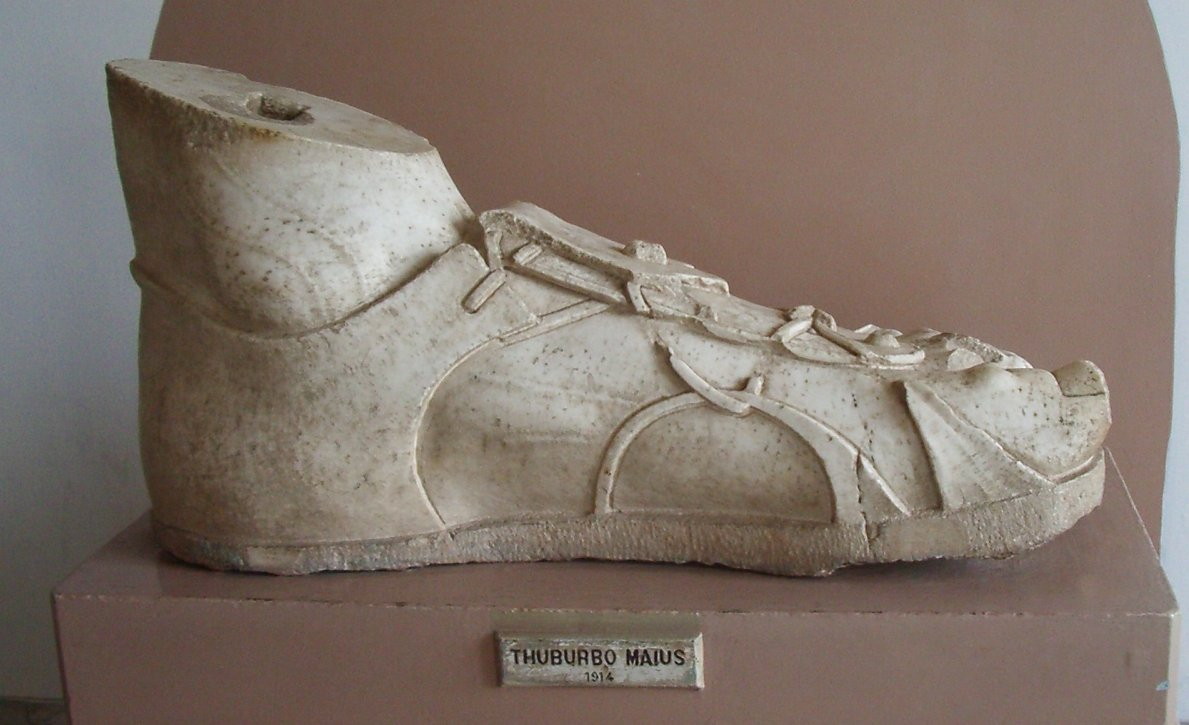
Calzado romano en escultura del. Museo Nacional del Bardo.

## El calzado
El calzado más común entre los romanos era la sandalia (solea) atada con unas correas (corrigia) constituyendo el conjunto la caliga. Pero se usaba también el calceus, especie de zapato con algunas variedades y que llevaban los senadores y otros magistrados (éstos, de color rojo y aquellos, negro) y el campagnus o bota más grande, propia también de nobles. El coturno estaba de uso entre los romanos, lo mismo que entre los griegos.

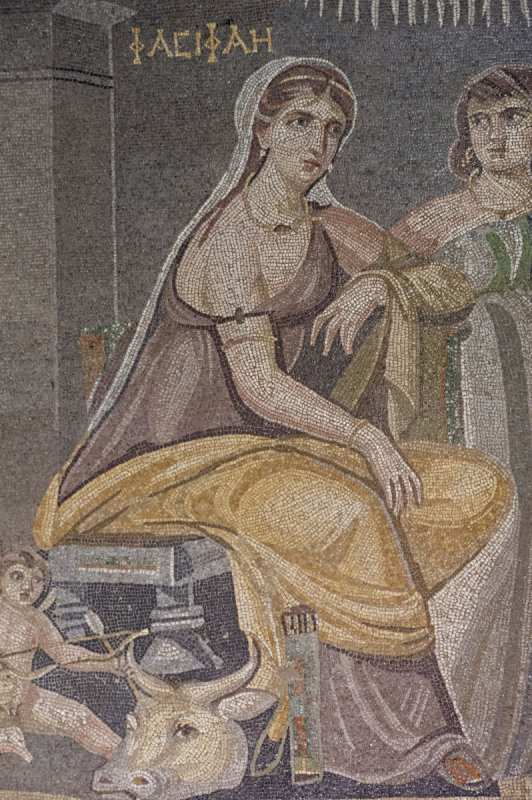
Mosaico Romano que representa a la diosa griega Pasífae con pallafany y stola (Mosaico Romano De Zeugma, Turquía).

## Vestimenta femenina

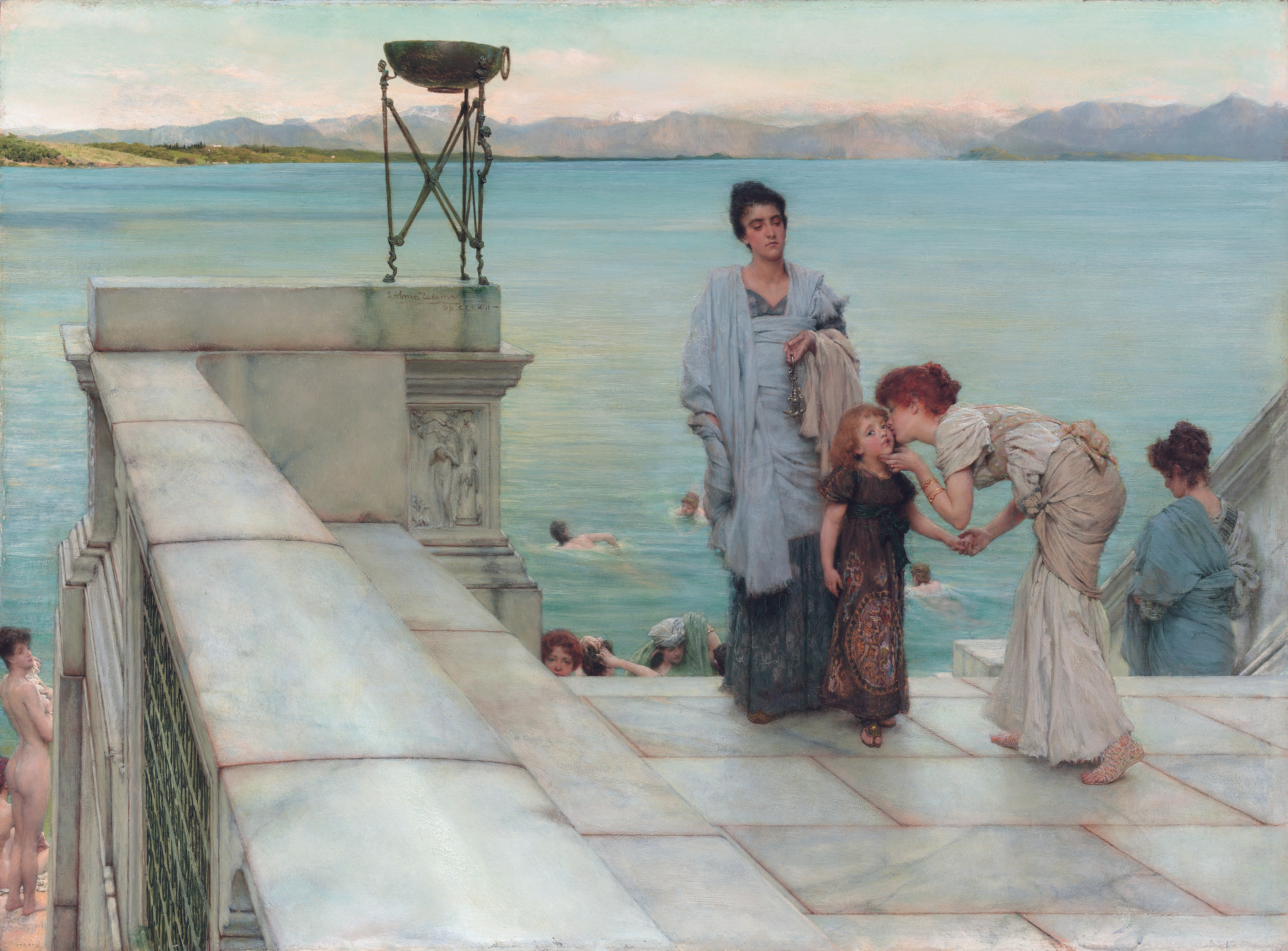
Ropa de mujer, a partir de un cuadro de Lawrence Alma-Tadema.

Las mujeres romanas llevaban una túnica larga y holgada, la stola que tenía muchos pliegues y que para las nobles matronas se adornaba con franjas o ricos bordados. Sobre ella vestían la palla, un manto parecido a la toga viril que cubría la espalda y, a veces, la cabeza. También se tapaban con una cofia que se llamaba mitra o con un velo (ricinum) o una capucha.

## Otros
La gente de toda clase o condición usaba pañuelo de bolsillo, conocido con los nombres de manipulum, sudarium y mapula, y otro mayor para el cuello y hombros, llamado amictus, orarium y palliolum. Como adornos de los vestidos exteriores eran muy frecuentes en personas de ambos sexos las tiras de púrpura o de otro color, bordadas y aplicadas de arriba abajo, que se llamaban clavi o clavus, distinguiéndose en angusticlavi y laticlavi, según que fuesen estrechas o anchas y además los calliculae o rodajas y florones de tela de color y bordada, que se aplicaban sobre la túnica o vestido en puntos diferentes.
El traje de los españoles durante la dominación romana fue exclusivamente romano, hasta que, a principios de la Edad Media, se modificó algo por los godos y bizantinos. Solían tener un tocado llamado melo.

## Indumentaria militar

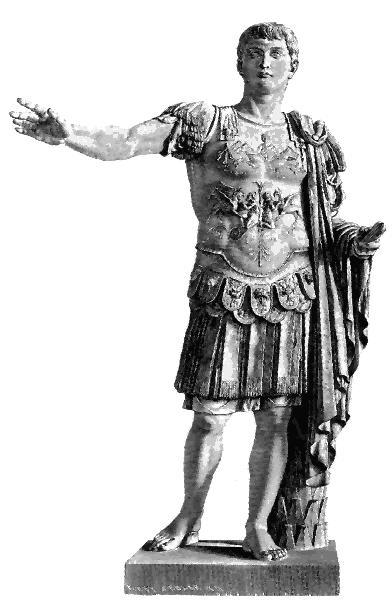
El general Germánico con coraza de dos piezas.

Los militares romanos de los primeros siglos defendían su cabeza con la galea o casco de cuero y placas metálicas y el tronco por medio de una armadura también de pequeñas placas. Pero después de la conquista de las Galias se adoptó el cassis o casco de metal (usado antes por celtas e iberos) con yugulares y cubrenuca y la cota de malla para el tronco si bien algunos cuerpos especiales del ejército usaban armaduras particulares:
- los velites, cuerpos de infantería ligera que empezaban los primeros el ataque llevaban ócreas o resguardos metálicos (de bronce, por lo común) en la pierna izquierda
- los hastati o hastarios (armados con dos jabalinas) llevaban ócreas en la pierna derecha pues era la que adelantaban al combatir
- los legionarios se protegían el pecho y la espalda con una loriga o coraza flexible de tiras de acero y el brazo con un corto brazal de bronce
- los buenos escuadrones de caballería llevaban en lugar de lo anterior la lorica squamata o plumata, dispuesta en forma de escamas de metal cosidas sobre cuero o tela fuerte.

Se ceñía la loriga de cualquier tipo que fuera con el cingulum o cintum, cinturón de cuero chapeado de metal y sujeto con fíbula, del cual pendía la espada. Ésta se llevaba también pendiente de bálteus, propio de los jefes que iba terciado ante el pecho desde el hombro derecho hasta el lado izquierdo de la cintura. Los emperadores y otros altos jefes de la milicia romana se servían de una coraza de dos piezas (peto y espaldar) adornadas con relieves y adaptadas perfectamente al tronco según aparece en sus estatuas y sobre ella vestían el paludamentum, especie de clámide larga y holgada que estuvo en uso durante el Imperio y a la vez llevaban sobre el casco una cimera o apex y un penacho o crista al modo griego lo cual era también propio y distintivo de los centuriones.

## Galería

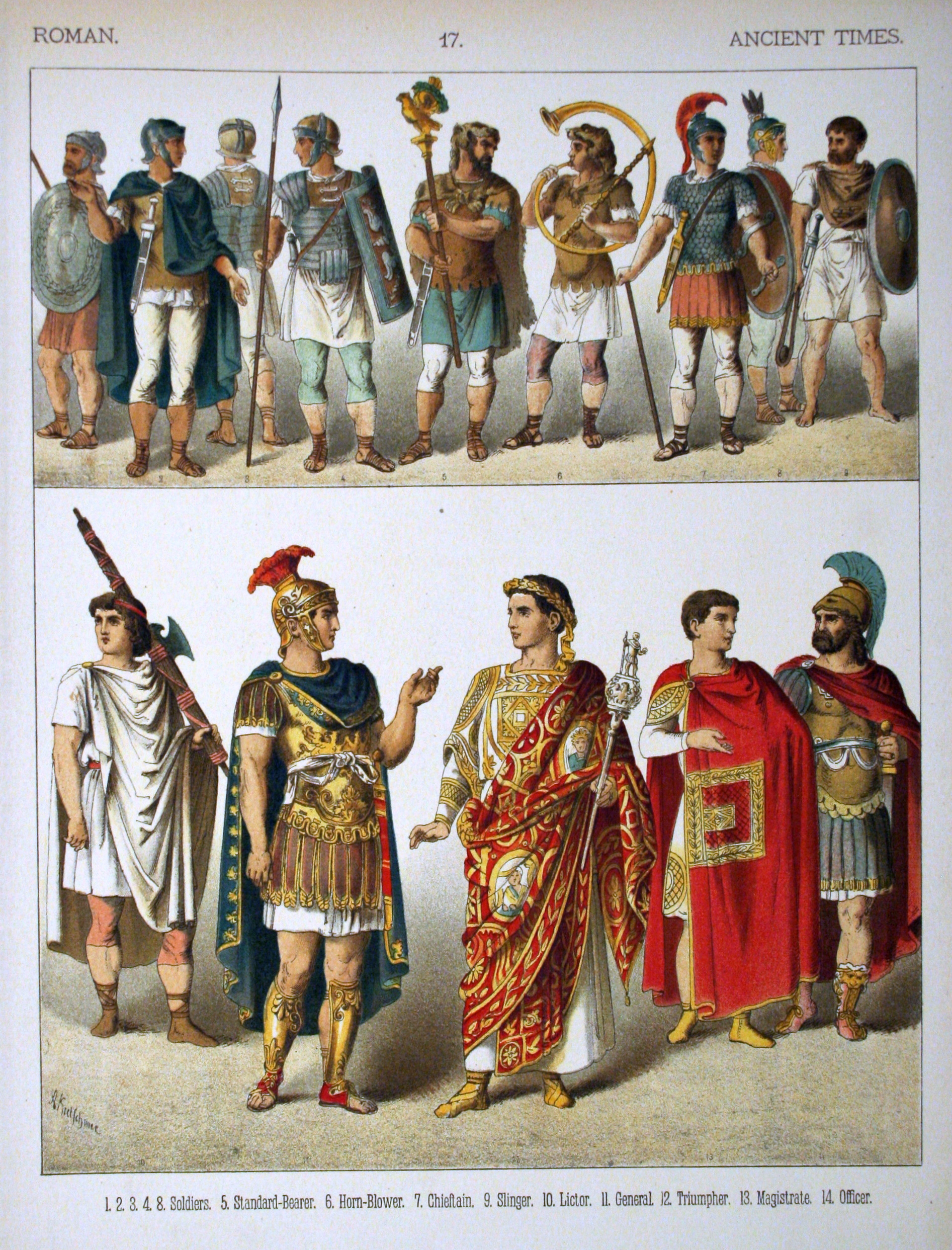
Vestimenta militar.
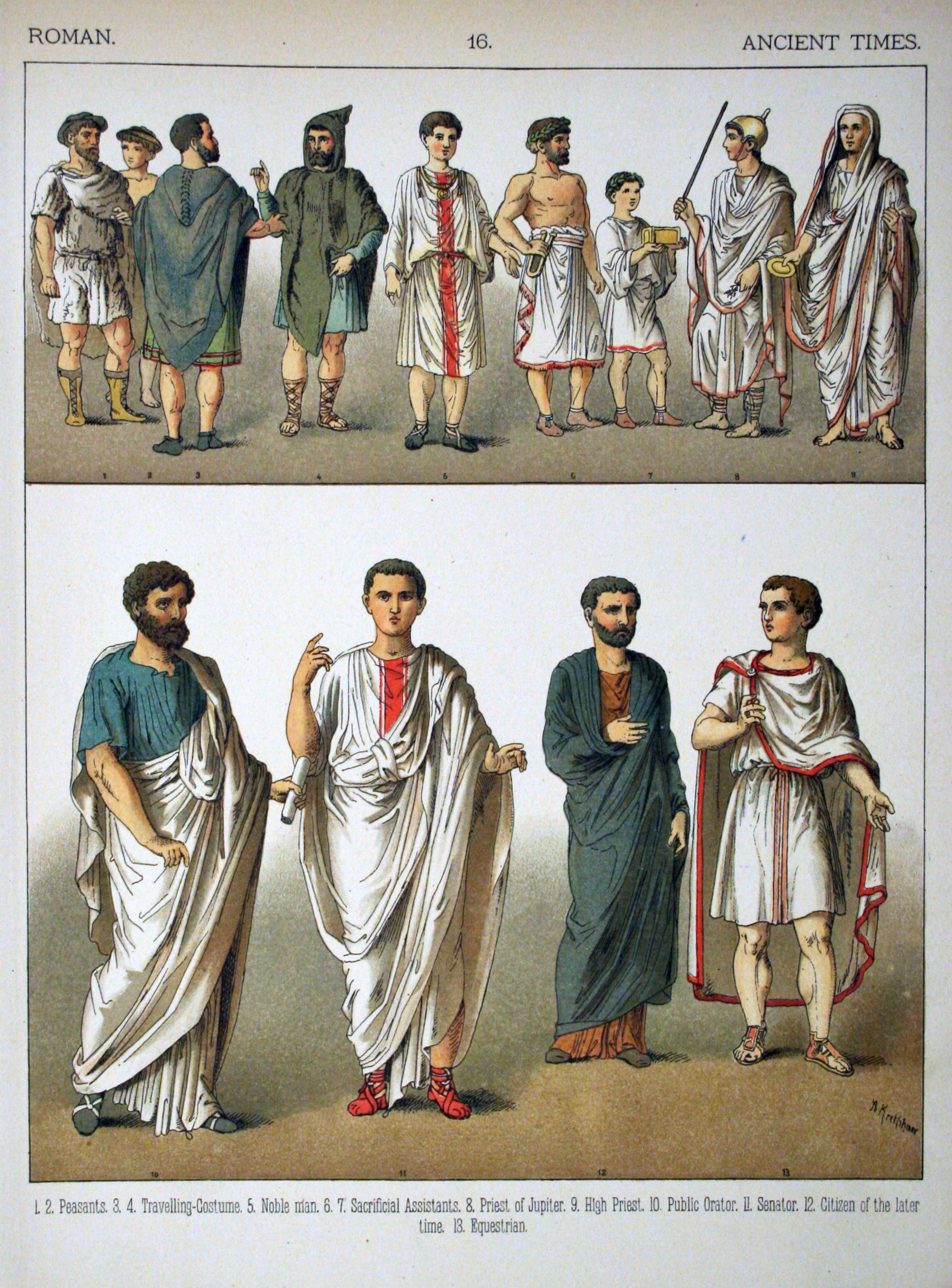
Vestimenta civil masculina.
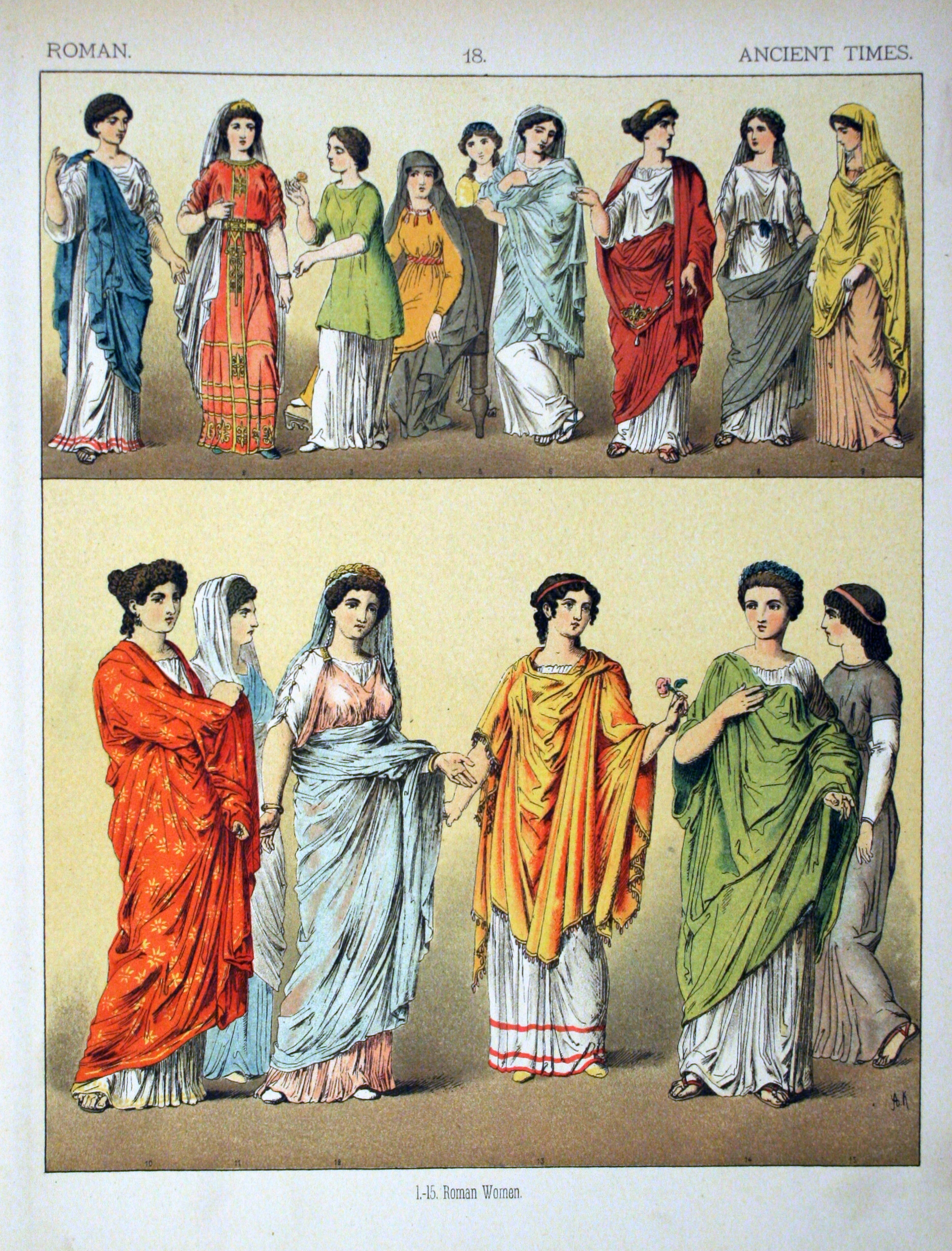
Vestimenta civil femenina.